# Alexander (Iowa)
Alexander és una població dels Estats Units a l'estat d'Iowa. Segons el cens del 2000 tenia 165 habitants.

## Demografia
Segons el cens del 2000, Alexander tenia 165 habitants, 79 habitatges, i 48 famílies. La densitat de població era de 14,9 habitants per km².
Dels 79 habitatges en un 24,1% hi vivien nens de menys de 18 anys, en un 55,7% hi vivien parelles casades, en un 3,8% dones solteres, i en un 38% no eren unitats familiars. En el 35,4% dels habitatges hi vivien persones soles el 27,8% de les quals corresponia a persones de 65 anys o més que vivien soles. El nombre mitjà de persones vivint en cada habitatge era de 2,09 i el nombre mitjà de persones que vivien en cada família era de 2,59.
Per edats la població es repartia de la següent manera: un 17% tenia menys de 18 anys, un 7,3% entre 18 i 24, un 24,2% entre 25 i 44, un 24,8% de 45 a 60 i un 26,7% 65 anys o més.
L'edat mediana era de 46 anys. Per cada 100 dones de 18 o més anys hi havia 95,7 homes.
La renda mediana per habitatge era de 31.250 $ i la renda mediana per família de 33.750 $. Els homes tenien una renda mediana de 27.344 $ mentre que les dones 20.833 $. La renda per capita de la població era de 14.995 $. Entorn del 6,3% de les famílies i el 9,3% de la població estaven per davall del llindar de pobresa.

## Poblacions més properes
El següent diagrama mostra les poblacions més properes.